# Казино (организация)
Вижте пояснителната страница за други значения на Казино.
„Казино“ или „Димотикон Катастима“ (на гръцки: Καζίνο) е гръцка националреволюционна организация в Битоля, съществувала около и след средата на ХIХ век. Привържениците ѝ са местни гъркомани и гърци.

## Създаване
Създадено е през 1852 година в отговор на активизирането на българското движение в Македония. Ръководителите на „Казино“ са предимно гръцки учители, които са в опозиция на митрополит Венедикт Византийски. Сред тях са: Мина Бища (Минас Бистас), влах от Магарево, Коста Гьоршев (Константинос Георгис), българин гъркоманин от Битоля, Коста и Спасе Попнаумови (Папанаум), българи-гъркомани от Битоля, Николаос Зиузиос, С. Воснякос, Г. Цакас, Д. Папатеохарос и други. Кузман Шапкарев пише, че тези „даскали“ организират своята дейност чрез учреденото от тях гръцко читалище „Лески“.

## Идеология
Според служителя в руското консулство в града Евгений Тимаев казинистите са панелинисти и елино-гърци за разлика от фанариотите или турските гърци, водени от митрополита и представени главно от османски чиновници. „Казино“ има роля в погърчването на образованите битолски власи. Австрийският вицеконсул в Битоля Франц фон Соретич определя членовете на „Казино“ като партизани на Нова Гърция.

## Разтуряне
Към 1860 година членовете на „Казино“ организират протест срещу несправедливата смъртна присъда на местния жител Ташко. Те са подкрепени от битолските еснафи, но срещат неодобрението на владиката и действията им са възприети като незаконни. По време на посещението на великия везир Кибрисли Мехмед Емин паша в началото на есента на същата година активистите на „Казино“ отказват да се включат в неговото посрещане, тъй като, според някои данни, разглеждат султана като узурпатор на техните територии. Този случай е използван от митрополита, който ги представя като бунтовници и разкрива пред властите революционните им планове. По заповед на велкия везир 9 члена на „Казино“ са арестувани и разследвани. Твърди се, че казинистите подготвят въстание на местните християни. Осем от тях, сред които Бища, Гьоршев и братята Попнаумови, са изпратени на заточение в Мала Азия, а учителят Нако е оправдан и през лятото на 1861 година се завръща от Цариград в Битоля.
След арестуването на казинистите фанариотската партия окончателно взима връх сред гръцката общественост в Битоля. Въпреки това, митрополит Венедикт продължава да припомня на турските власти революционните идеи на казинистите, когато злепоставя свои опоненти. През 1863 година в Битоля все още е запазено известно влияние на „Казино“.